# Мюсен
Мю̀сен (на норвежки: Mysen) е град в южна Норвегия. Разположен е в община Айдсберг на фюлке Йостфол. Главен административен център на община Айдсберг. Има жп гара. Намира се на около 50 km на югоизток от столицата Осло. Население 5714 жители според данни от преброяването към 1 януари 2008 г.